# Meherpur (zila)
Meherpur (en bengalí: মেহেরপুর) es un zila o distrito de Bangladés que forma parte de la división de Khulna.
Comprende 3 upazilas en una superficie territorial de 719 km² : Gangni, Meherpur y Mujibnagar.
La capital es la ciudad de Meherpur.

## Upazilas con población en marzo de 2011[2]
- Gangni 299,607
- Meherpur Sadar 256,642
- Mujibnagar 99,143

## Demografía
Según estimación 2010 contaba con una población total de 705.786 habitantes.